# 埃斯波森迪
埃斯波森迪（Esposende）是葡萄牙的一座城市。面積95.4平方公里，人口有34,625人，其中市區人口有9,197人。市假日是8月19日。

## 外部連結
- Photos from Esposende （页面存档备份，存于）